# Hampton (New Hampshire)
Pour les articles homonymes, voir Hampton.
Hampton est une ville du comté de Rockingham dans l'État du New Hampshire (États-Unis) (42° 56′ 15″ N, 70° 50′ 20″ O). Située sur la côte atlantique, elle est célèbre pour sa station balnéaire, Hampton Beach, lieu touristique très fréquenté et qui abrite aussi le Hampton Beach State Park
Sa population est de 14 937 habitants (au recensement de 2000).
La ville a été fondée en 1638 et est l'une des quatre villes les plus anciennes du New Hampshire. Son nom vient de la ville anglaise d'Hampton (actuelle grande banlieue de Londres)

## Littérature
Dans le roman de Joël Dicker La Vérité sur l'affaire Harry Quebert, ce sont Hampton et Hampton Beach qui ont servi de décors respectivement à la ville fictive d'Aurora et à la plage de Grand Beach.